# Jacques Lagercrantz
Jacques Erik Tréport Lagercrantz, född den 9 juni 1852 i Le Tréport i Normandie, död den 17 juli 1933, var en svensk militär och filantrop. Han var son till finansminister Gustaf Lagercrantz.
Lagercrantz blev 1873 officer (underlöjtnant vid Livregementets grenadjärkår), var 1880–1907 regementsintendent vid Livregementets dragoner och blev 1890 kapten i armén. Han var vid sidan av Ferdinand Schulthess initiativtagare till grundandet av Kristliga föreningen av unga män i Stockholm, vars förste sekreterare han blev. Insprirationen fick han vid en världskonferens i Berlin 1884. Lagercrantz var även ordförande i styrelsen för Nattasylen för fruntimmer i Stockholm från 1880-talet till 1920-talets början och grundade 1910 den filantropiska inrättningen Beredskapskåren, vars byrå han länge förestod. Han är begravd på Norra begravningsplatsen utanför Stockholm.